# Wärmeschutznachweis
Der Wärmeschutznachweis ist ein bautechnischer Nachweis über die Einhaltung des Mindestwärmeschutzes bei Neubauten, die nach den Vorgaben des Gebäudeenergiegesetzes (GEG) erforderlich sind. Die Landesbauordnungen der Länder haben die Notwendigkeit, einen Wärmeschutznachweis bei Einreichen eines Bauantrages vorzulegen, festgeschrieben. Er ist eine der Grundlagen für den Energieausweis, mit dem er nicht verwechselt werden darf. Ausgestellt werden kann der Wärmeschutznachweis durch fach- und sachkundige Planer.

## Inhalt
Das GEG (früher die EnEV) macht Vorgaben zum Jahresprimärenergiebedarf und zulässigen Transmissionswärmeverlusten eines Gebäudes mit dem Ziel eines möglichst sparsamen Einsatzes von Energie in Gebäuden einschließlich der zunehmenden Nutzung erneuerbarer Energien zur Erzeugung von Wärme, Kälte und Strom für den Gebäudebetrieb. Berücksichtigt wird dazu der sommerliche und winterliche Wärmeschutz der Gebäudehülle, also Bodenplatte, Außenwände, Dach, Türen und Fenster, die im Winter möglichst wenig Wärme nach außen bzw. im Sommer nach innen dringen lassen soll, sowie die haustechnischen Anlagen (Heizung, Lüftung, Klima, Warmwasser), deren Energiebedarf möglichst niedrig sein soll. Ebenfalls berücksichtigt werden erneuerbare Energien, z. B. Solarthermie. Die Anforderungen des Wärmeschutznachweises sind je nach Gebäude und Baumaßnahme unterschiedlich. Bei kleinen Anbauten kann zum Beispiel der sommerliche Wärmeschutz entfallen.

## Aufbau
Der grundsätzliche Aufbau des Wärmeschutznachweises nach GEG folgt nachstehendem Schema:
- Titelblatt
- Vorbemerkungen
- Beschreibung der geplanten Bauteile
- Berechnung der Bauteilkennwerte
- Einzelnachweis: Soll vs. Ist
- Gesamtbetrachtung des Gebäudes mit einer Bewertung von Jahresprimärenergiebedarf, Transmissionswärmeverlust, sommerlichem Wärmeschutz, Mindestwärmeschutz nach DIN 4108

Hinzu kommen bei Nicht-Wohngebäuden:
- Wärmedurchgangskoeffizient (Mittelwerte)
- wärmeübertragende Umfassungsfläche (Höchstwert)
- Außenanbauteile

Für Förderanträge können zusätzliche Nachweise, etwa zu einzelnen Wärmebrücken, notwendig sein.